# Georg Pranger

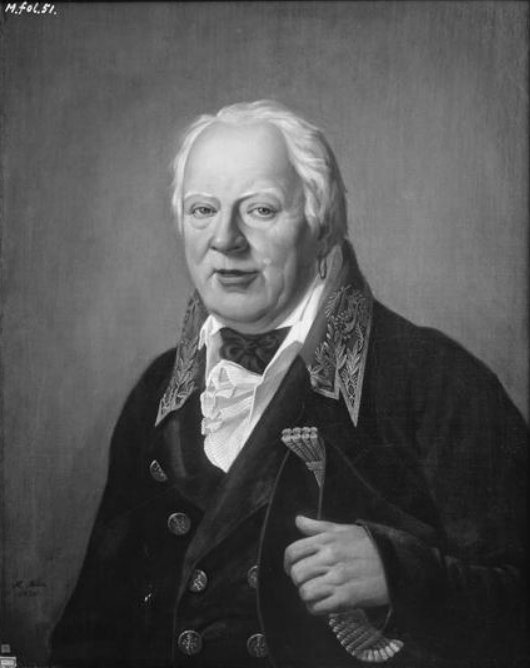
Porträt Georg Prangers von Michael Neher, 1820

Georg Pranger (genannt „Prangerl“; * 1745; † 6. November 1820 in München) war der letzte Hofnarr in der Münchner Residenz. Er war von Beruf Geigenspieler und Mitglied im Orchester der bayerischen Residenz.

## Grabstätte

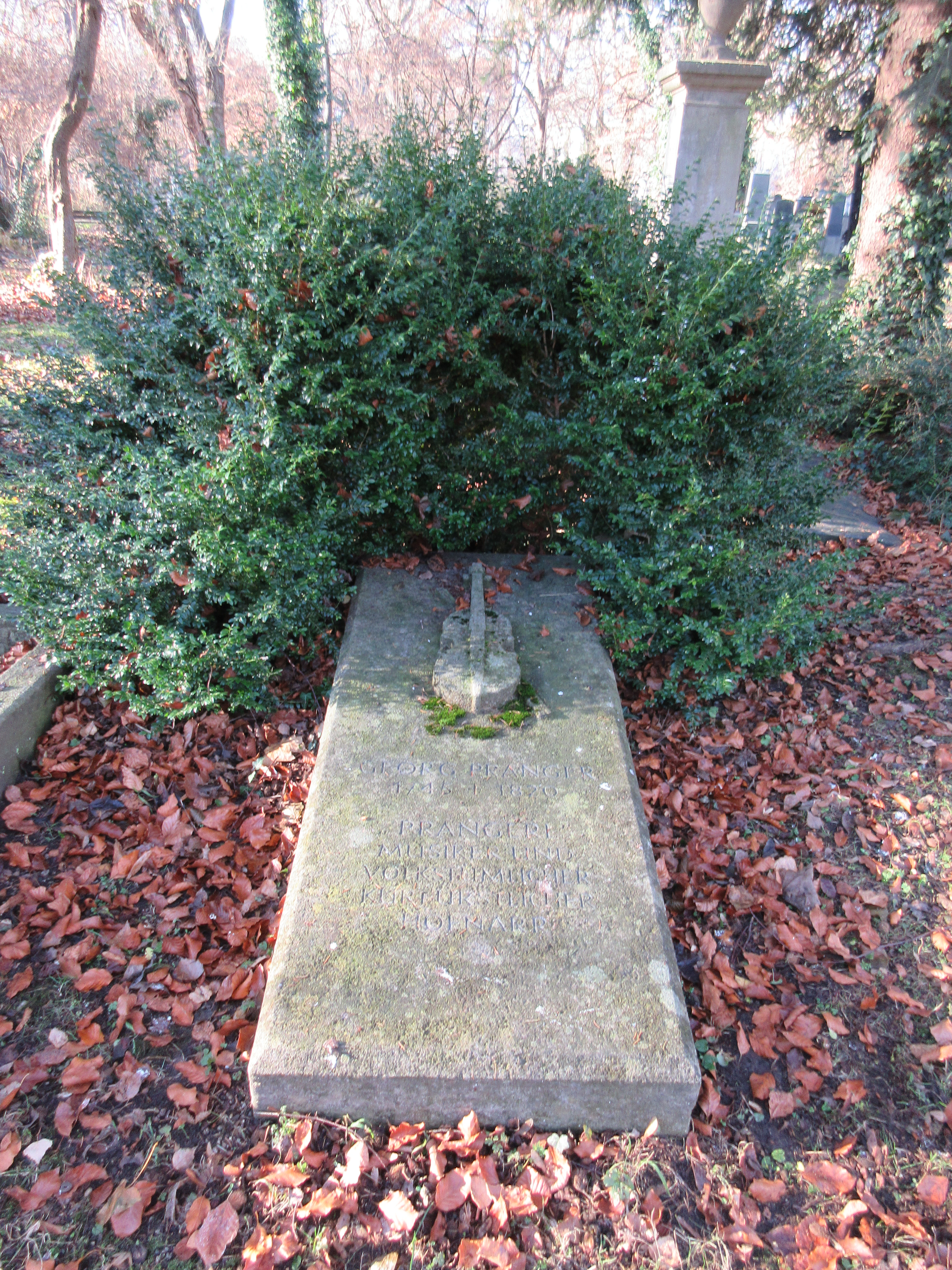
Grab von Georg Pranger auf dem Alten Südlichen Friedhof in München

Die Grabstätte von Georg Pranger befindet sich auf dem Alten Südlichen Friedhof in München (Gräberfeld 15 – Reihe 1 – Platz 19) Standort. Die schlichte Grabplatte ist dekoriert mit einem Relief mit Geige und Geigenbogen und trägt die Inschrift:
PRANGERL / MUSIKER UND / VOLKSTÜMLICHER / KURFÜRSTLICHER / HOFNARR

## Gedenken
Am Mittelgewölbe des Karlstors in München stellt eine von vier Steinskulpturen Georg Pranger dar.

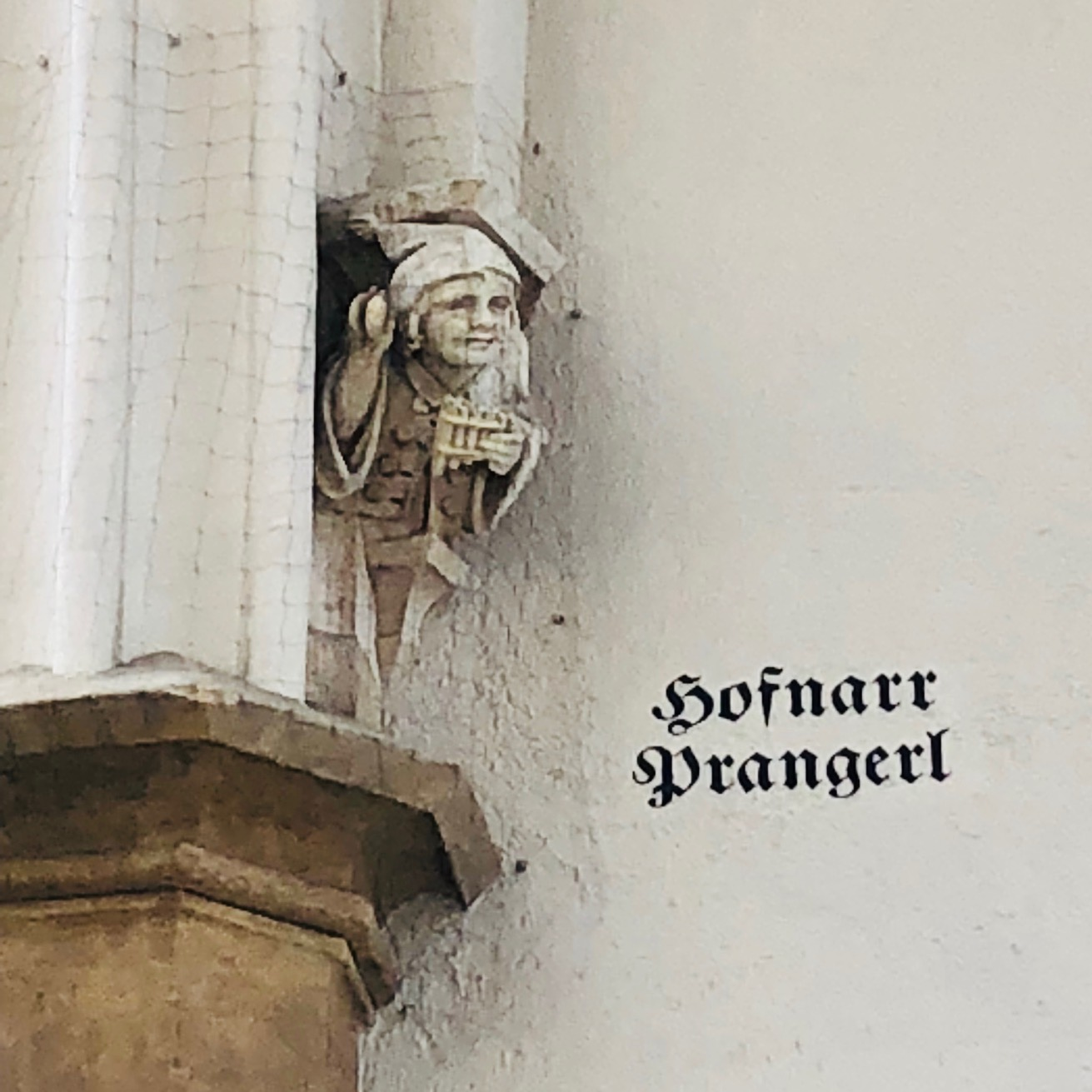
Mittelgewölbe des Karlstors in München – Hofnarr Prangerl